# Legendary Child
Legendary Child è un singolo della rock band statunitense Aerosmith, il primo estratto dall'album Music from Another Dimension! di cui ha anticipato l'uscita nel maggio del 2012.
La canzone era stata originariamente scritta e registrata nel 1991 durante le prime sessioni di Get a Grip, ma non venne mai pubblicata. Tuttavia una breve idea strumentale del brano fu suonata durante il tour di Pump nel 1990 come intermezzo in Sweet Emotion. Solo diversi anni dopo la band ha deciso di rimettere mano alla canzone, per l'inserimento nella colonna sonora del film G.I. Joe - La vendetta, inizialmente programmato nei cinema per l'estate del 2012, ma poi posticipato al 28 marzo 2013.
Gli Aerosmith hanno ufficialmente presentato il brano durante la puntata finale di American Idol il 23 maggio 2012. Il giorno successivo il pezzo è stato reso disponibile per il download digitale e distribuito alle stazioni radiofoniche.

## Video musicale
Il videoclip del brano è stato diretto da Casey Patrick Tebo e girato nel giugno del 2012. Inizialmente doveva prevedere spezzoni presi da G.I. Joe - La vendetta, ma i ritardi nell'uscita del film fecero saltare l'idea. Il video vede la partecipazione dell'attrice Alexa Vega nel ruolo della protagonista. È stato pubblicato sul canale Vevo ufficiale del gruppo il 10 luglio 2012.

## Tracce
- Download digitale

1. Legendary Child – 4:15

## Classifiche
| Classifica (2012)             | Posizione massima |
| ----------------------------- | ----------------- |
| Giappone                      | 39                |
| Stati Uniti (mainstream rock) | 17                |
| Stati Uniti (rock)            | 27                |
| Stati Uniti (rock digital)    | 39                |